# Тибурж II Оранская
Тибурж II Оранская (Тиборс де Сарном) (Tibors de Sarenom, Thiburge II d'Orange) (р. ок. 1130, ум. 1181/1182 или после 13 августа 1198) – графиня Оранжа (с 1173), окситанская трубадур, поэтесса, писательница.
Дочь Гилема д’Омела из рода сеньоров Монпелье (ум. 1156) и графини Тибурж Оранской (ум. после 1146). Сестра трубадура Рембо Оранского, после его смерти унаследовала графство Оранж (1173).
Первый муж – Жоффруа де Морна (ум. не позднее 1155).
Второй муж (1156) – Бертран I де Бо (ум. 1180).  От него сыновья:
- Гильом I де Бо
- Гуго III де Бо.

Единственное сохранившееся стихотворение:
Bels dous amics, ben vos posc en ver dir
que anc non fo qu'ieu estes ses desir
pos vos conven que.us tene per fin aman;
ni anc no fo qu'ieu non agues talan,
bels dous amics, qu'ieu soven no.us vezes;
ni anc no fo sazons que m'en pentis,
ni anc no fo, se vos n'anes iratz,
qu'ieu agues joi tro que fosetz tornatz;
ni [anc]. . .
Упоминается в хартии своего сына Гуго от 13 августа 1198 года, в котором он благодарит её за советы. Возможно, в то время была уже давно умершей.